# Rimac Automobili
Rimac Automobili d. o. o.  — хорватська автомобільна компанія, розташована в місті Света Неделя (поблизу Загреба). Спеціалізується на розробці і виробництві електромобілів, трансмісій та акумуляторних систем. Перша модель компанії — Concept One — була відома як найшвидший у світі електромобіль. Окрім продукції під власним брендом, фірма також виробляє запчастини для інших компаній: наприклад, Applus + IDIADA від компанії Volar-E.

## Історія

### Рання модель
Основою для майбутньої компанії Rimac Automobili в 2007 році стало «гаражне хобі» її засновника — Мате Римаца, боснійського хорвата з міста Ливно (Боснія і Герцеговина). Він переробив свій BMW E30 так, щоб поставити в нього електричну трансмісію, а потім привернув увагу преси та інвесторів до даного проєкту. Велика частина першого фінансування надходила від продажу патентів і бізнес-ангелів.
Сама компанія була утворена в 2009 році; вона орендувала приміщення в місті Света Неделя, недалеко від столичного Загреба. Модель e-M3 була першою тестовою платформою Rimac Automobili. Засновник і головний виконавчий директор Мате Рімац почав переробляти цей автомобіль, коли йому було всього 19 років:
|  | Мені належав старий BMW E30 (MY 1984), який я використовував для перегонів. На одних із цих перегонів вибухнув його мотор. Тоді я вирішив спробувати побудувати електромобіль. Через рік або близько того машина була в змозі виїхати з гаража, але я не був задоволений результатом. Автомобіль вийшов важким, не дуже потужним, а його пробіг до перезаряджання був украй обмежений. Я почав збирати команду експертів для розробки наших власних компонентів, оскільки вважав, що електричний двигун може дати набагато більше, ніж ті моделі, що були доступні на ринку. В той час у мене вже було дуже чітке бачення моєї кінцевої мети. Сьогодні напружена робота втілює мою мрію в реальність. |

### Green Monster
Новий прототип, заснований на BMW E30, отримав назву «Green Monster» (Зелений монстр). При розгоні від 0 до 62 миль/год за 3,3 секунди це був рекордсмен у категоріях A, VIII і класі 3 (більше 1000 кг). «Зелений монстр» мав потужність 600 кінських сил, крутний момент 900 Нм і максимальну швидкість 280 км/год. П'ять офіційних заїздів дозволили e-M3 стати офіційно найшвидше прискорюваним електромобілем — відповідно до правил FIA.
Оригінальний BMW вже пережив п'ять етапів переосмислення і, за словами Мате Рімаца, «кожен раз ставав швидшим, легшим і надійнішим». Коли Рімац усвідомив, наскільки мало залишилося від оригінального автомобіля, він вирішив побудувати нову модель із нуля.

## Rimac Concept One
З масою до 1850 кг і потужністю в 1088 к. с. Concept One зміг розігнатися до швидкості в 100 км/год за 2,8 секунди; на випробуваннях він досяг максимальної швидкості 305 км/год Ємність акумуляторів 92 кВт*год забезпечує можливість проїхати до 600 км без перезаряджання. Компанія запланувала випуск першої серії 88 машин — орієнтованих здебільшого на європейський ринок.
Станом на жовтень 2014 року було виготовлено і продано вісім автомобілів, що становило весь обсяг виробництва. Майже всі запчастини виробляються на самому підприємстві Rimac Automobili. Поточна команда дизайнерів включає кілька колишніх дизайнерів від Pininfarina і Magna Steyr. Зовнішній вигляд Rimac Concept One був розроблений молодим хорватським дизайнером Адріаном Мудри.
Важливою частиною історії Rimac Automobili стала Франкфуртська автомобільна виставка. Команда опублікувала дуже мало подробиць про проєкт до виставки — вони постаралися зберегти якомога більше секретів. Машина, створена невідомою на той момент приватною стартап-компанією, викликала інтерес і справила враження. Особливу увагу привернув акумулятор моделі.
При цьому сам Concept One був спочатку розроблений як електричний суперкар, а не суперкар з електродвигуном: увесь автомобіль розроблений навколо трансмісії і акумуляторної батареї. Батареї були розташовані в підлозі, разом з усіма іншими важкими компонентами двигуна — щоб досягти низького центра ваги.

## Rimac Concept S
Concept S є легшим, потужнішим і більш аеродинамічним оновленням моделі Concept One. Електродвигуни можуть розвинути потужність 1384 к. с., що означає, що Concept S може прискорюватися від 0 до 100 км/год за 2,5 секунди і досягти максимальної швидкості 365 км/год.
У 2017 році на Женевському автосалоні компанія оголосила про створення офіційних дилерів свого бренду в Європі, Північній Америці і на Близькому Сході: партнерами проєкту стали Manhattan Motorcars, PACE Germany і Al Zarooni Group.

## Rimac Concept_Two
2018 року на Женевському автосалоні була представлена нова модель — Rimac Concept Two, яка увійшла в серію під назвою Rimac Nevera.